# Церква Преображення Господнього (Новиця, втрачена)
Спасо-Преображенський храм — втрачена дерев'яна церква у горішній частині села Новиця, був пам'яткою архітектури місцевого значення № 777. Як і саме село, цей храм був унікальним. Розміри його вражали, адже він був найбільшим дерев'яним храмом західної України. Та й взагалі в Україні він поступався лише Троїцькому собору міста Самар в Дніпропетровській області. Церкву було збудовано під керівництвом тодішнього пароха села о. Петра-Богдана Соловія (1894—1963) стараннями й жертовністю парафіян і освячено 19 серпня 1938 року. На той час сподвигнути таку велич було не просто, адже таких технологій, які є зараз, на той час не було, все було зроблено «голими руками». Храм ущент згорів у ніч на 11 червня 2018 року.

## Історія релігійного життя с. Новиця
У період польського феодалізму частина землі у Новиці належала церковникам. Свій маєток тут мав і львівський православний єпископ Йосиф Шумлянський (1643—1708). На той час і новичани були православними. Відомо, що у 1700 році Й. Шумлянський перейшов в унію. Очевидно, тоді й новичани змушені були прийняти уніатство. Село складалося з двох частин: Новиці Верхньої та Новиці Нижньої, саме тому в Новиці були дві церкви.
Більше даних про церкви у Новиці стає відомо з 1854 року, коли згадується, що в цьому році у Новиці Горішній збудована Церква Преображення Господнього. Що сталося з попередньою церквою у Новиці Горішній невідомо. Стає відома й назва церкви у Новиці Долішній — церква Різдва Христового.
Австрійська армія конфіскувала в серпні 1916 р. у горішній церкві 5 дзвонів діаметром 113, 72, 62, 42, 36 см, вагою 715, 175, 190, 40, 26 кг, виготовлені 1874, 1870, 1874, 1874, 1871 рр., у долішній церкві 4 дзвони діаметром 87, 59, 40, 30, вагою 315, 95, 32, 14 кг, виготовлені 1739 р. Після війни польська влада отримала від Австрії компенсацію за дзвони, але громаді села грошей не перерахувала. 1917 року, під час Першої світової війни, село стає ареною запеклих боїв, через що півсела вигоріло вщент, у тому числі й обидві місцеві церкви.

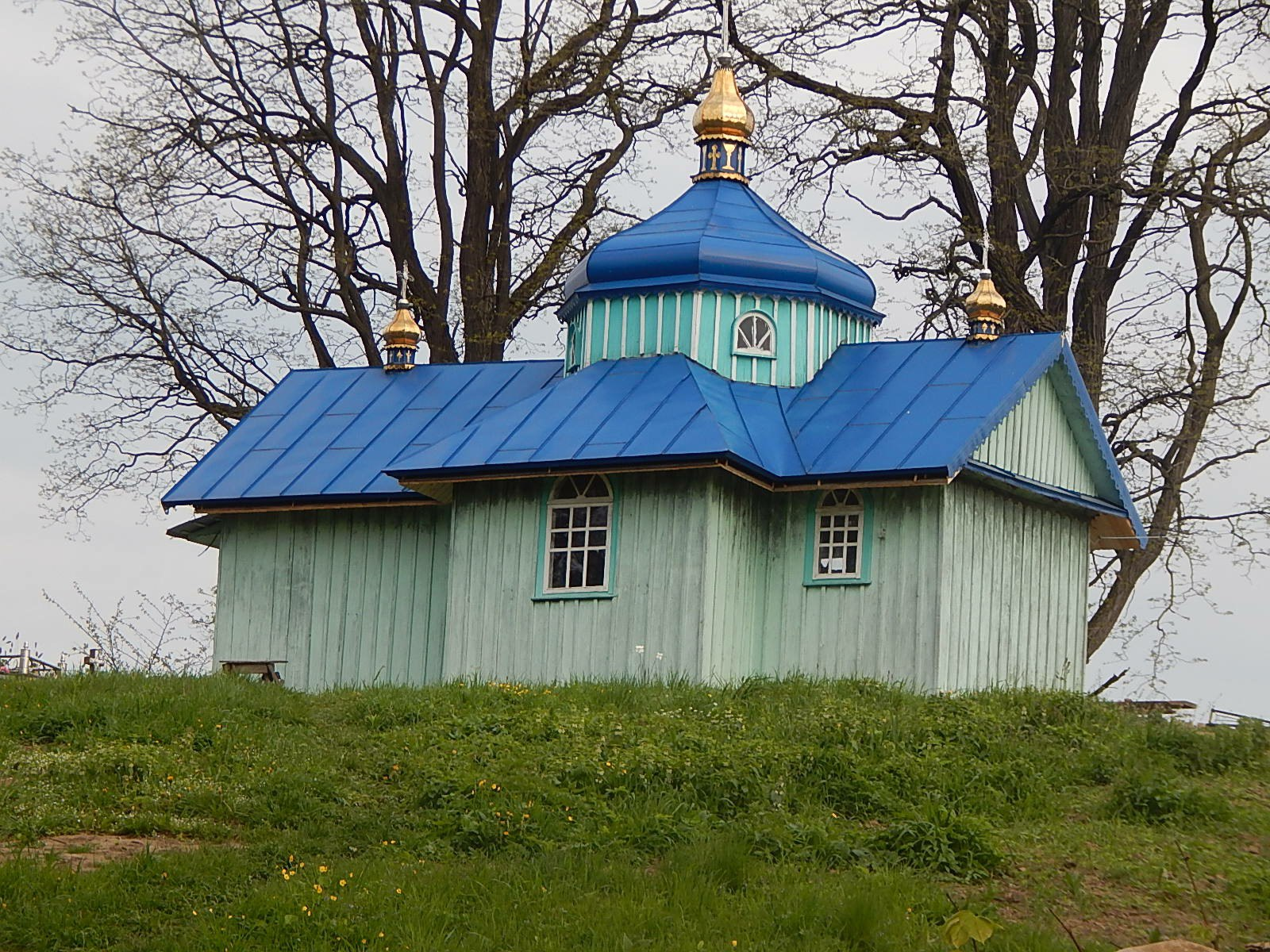
Церква-каплиця Собору Пресвятої Богородиці 1928 р.

У 1921 році, за допомогою сусідів зі Старого Угринова та їхнього пароха о. Андрія Бандери, стараннями тодішнього новицького священика о. Омеляна Короля збудовано церкву-барак. У 1928 році на цвинтарі збудовано маленьку церкву-каплицю Собору Пресвятої Богородиці.
У 1938 році збудували Спасо-Преображенський Храм, конструктивні розрахунки для церкви замовляв у інженерів-акустиків Андрей Шептицький (з ними ознайомив делегатів греко-католицької громади у 1996 р. кардинал Мирослав (Любачівський)). За свідченням керівника новицького церковного хору Б. Я. Гурського акустика церкви була унікальною і найкращою з кількох десятків церков, у яких співали керовані ним хори.
У 1946 році під тиском радянської окупаційної влади громада змушена була перейти під патронат Російської Церкви, так новичани повернулись до православ'я.
На початку 90-х років ХХ ст., коли Україна здобувала свою незалежність, віряни були свідомі того, що і в релігійному плані вони мають бути незалежними. Проте думки щодо цієї незалежності розійшлися. Одні вірили, що в скорому часі православні в Україні здобудуть автокефалію, інші ж вважали, що потрібно перейти до щойно поверненої з підпілля УГКЦ, бо діячі цієї Церкви зробили значний внесок в те, щоб Україна була незалежною. Православна громада відмовлялася надавати церкву в почергове використання. Тому греко-католицька громада збудувала нову церкву.
У 2016 році уродженець села о. Василь Конечний поставив на своєму подвір'ї на вул. Л. Мартовича церкву-каплицю св. Василія Великого. Так у Новиці утворилась громада УАПЦ.
Від серпня 2017 року майже рік громада марно вимагала від поліції розслідування чотиримільйонної недостачі коштів церковної каси і церква містила в собі всі докази. Ніч проти 11 червня 2018 року стала чорною сторінкою в історії села — дерев'яний храм Преображення Господнього згорів дотла. Громада вирішила будувати новий храм.
Окрім трьох церков у Новиці є дуже багато капличок, фігур та хрестів. При в'їзді в село усіх зустрічає Матір Божа.

## Розповідь про будівництво храму
Будівничим храму є о. Петро-Богдан Соловій. "На парафію у Новиці о. Соловій прийшов навесні 1936 року. На храмове свято Спаса того ж року панотець вперше вголос поділився з новичанами своїм задумом щодо будівництва храму. Відтоді Новиця в єдиному пориві зажила новобудовою, все частіше після недільних відправ залишався отець із поважними новицькими ґаздами і разом обговорювали питання будівництва храму в селі. Запропонував свої власні кошти і заощадження, цікавився, яким може бути за рік даток новичан. За півроку інженер-будівельник уже надав церковному комітетові план і кошторис будівництва. За його словами, одна з найбільших і найкращих на той час церков мала вирости за 30 тисяч злотих. Село підтримало пропозицію пароха. 
Вже наступного престольного празника Преображення Господнього 1937 р. було освячено місце і фундаменти нового храму. Це була воістину історична подія. Велике піднесення в селі. З’їхалося багато гостей, прибули священики з навколишніх сіл, навіть о. митрат Базюк зі Львова. Після урочистостей на трапезі священики із захопленням і водночас острахом говорили про амбітні плани о. Соловія.
Будова росла. Новичани щедро жертвували на церкву, як коштами, так і працею." Хоча в листі від дружини о. П.-Б. Соловія зазначено що дерево на будову дав Митр. Андрей Шептицький, за переказами свідків тогочасних подій він відмовився пожертвувати деревину зі своєї ділянки лісу, тому парафіянам довелось закуповувати її за власний кошт. Чоловіки зранку до вечора трудилися хто в лісі та лісопильні, а хто на будові. "Робота на будові по-справжньому кипіла. Не було жодного дня перепочинку, лише недільної днини любувалися всі, як багато зроблено. З Божого благословення і його рясних ласк напруженою працею новичан за рік виросла церква. Храмове свято 1938 року новичани уже відзначали у новому храмі. Освячення новозбудованої церкви відбулося 19 серпня 1938 року. Вартість новозбудованої церкви, як зізнався на відкритті інженер-будівельник, сягнула понад 100 тисяч злотих". [за статтею Віри Перегіняк]. «Колись була церква маленька, а тепер збудували таку, що поки дійду від порога до образа, можна ноги зігріти», — зазначила старожилка.

## Архітектура та устрій храму
Церква була виконана у бойківському архітектурному стилі - бойківська п'ятидільна церква. Споруда була хрестоподібною (що вказувало на те, що в основі Церкви стоїть Хрест Господній), вівтар, центральна частина храму та бабинець увінчані великими куполами, північний та південний приділи, ризниця та паламарня — меншими. Загалом храм був семикупольним, що вказувало на сім Таїнств Церкви. Висота найбільшого купола (з хрестом) — близько 35 м., загальна площа - 250 м.кв.. Церква була орієнтована вівтарем на схід, і стояла паралельно до дороги. З півдня від вівтаря — паламарня, з півночі — ризниця. Стіни над опасанням і прикупольні восьмерики ззовні мали шарове обшалювання. Стіни під опасанням — з брусів зрубу. Ззовні довкола бабинцю та передхрам’я — паперть. До 2009 року покриття було з звичайної бляхи, ґонтами церква покрита не була. У 2009 році церкву повністю перекрили бляхою зеленого матового кольору, але через неякісну роботу у 2014 році бані перекрили вдруге — тепер золотистою блискучою бляхою. У 2015 році вікна над опасанням поміняли — замість дерев'яних вітражних встановили вітражні, метало-пластикові. Під опасанням залишили дерев'яні вікна, але з середини встановили ще і метало-пластикові.
Всередині храму над крайніми частинами бабинця та над притвором (який відділили від бабинця гіпсокартонною стіною аж у кінці 2014 року) були хори. Центральна частина храму була відділена від приділів та бабинця великими арками й колонами по їх краях, а від вівтаря — ще і п’ятиярусним іконостасом, який теж мав свою історію. Ймовірно, його привезли з Гошева, коли там закривали монастир. Солея піднімалася двома сходинками на 30 см та відгороджена від храму дерев'яною балюстрадою. У північно-східному куті центральної частини храму був невеликий балкон з куполом — казальниця. У лютому 2015 року почали розпис внутрішніх стін храму. Роботи проводили по черзі у кожній частині храму окремо. Розпис центральної частини та бічних приділів закінчили у 6-й тиждень Великого Посту 2016 року. 17 серпня 2016 року закінчили реставрацію іконостасу. Старі ікони та іконостас реставрували майстри Львівської академії мистецтв. 6 березня закінчились роботи у вівтарі. Розпис бабинця закінчився у серпні 2017 року. До кінця зими 2018 року всі внутрішні роботи було остаточно завершено. За підрахунками майстрів, загальна площа стін, яку вони розписали —  близько 6 тис. м2. Цю роботу оцінили вартістю у 2 млн. грн..

## Пожежа
Того дня, коли церкву востаннє освітлювали сонячні промені, відбулися церковні збори, на яких обговорювали питання про святкування 80-ліття храму, яке мало відбутися 19 серпня 2018 року. Та не судилося. Першою близько 1:45 год. вогонь побачила Леся Степанівна Мойсин, яка живе навпроти церкви. На той час вогонь локалізувався у паламарці, але вже за кілька хвилин швидко поширився по всьому храму. Відразу разом з родиною і сусідами Леся Степанівна почала обдзвонювати знайомих, повідомили рятувальників, почали бити в дзвін. Сигнал про пожежу до рятувальників надійшов о 2 годині 6 хвилин. Та до того часу вже не спало все село. Люди, які збіглися звідусіль, носили у відрах воду, трактористи возили воду бочками. Але з вогнем вже нічого не можна було вдіяти. Вогонь наскільки швидко охопив церкву, що зайти всередину і щось небудь винести вже було неможливо. Коли о 2:32 год. прибули пожежники, вогонь вже виходив на зовні. Тому одразу взялися поливати водою сусідні будівлі, щоб ті не загорілися від високої температури. Церква палала, а жінки плакали і падали на коліна. Найбільшого піку пожежа досягла тоді, коли впав перший купол - тоді полум'я вирвалось вгору. Температура від вогню була наскільки високою, що в радіусі 50 метрів вигоріли дерева, у хатах потріскали вікна та обгоріли фасади. Проте незважаючи на таку температуру чоловіки йшли туди з водою. Якби не це, то могла б згоріти ціла вулиця. Пожежникам вдалося врятувати дзвіницю, ротонду, сусідні будинки та церковну хатинку. А ось з найбільшої дерев'яної церкви в Західній Україні буквально за годину залишилося тільки згарище, із церковного начиння теж нічого не вціліло. О 03:47 пожежу було локалізовано, а о 10:38 - ліквідовано.
Причину загоряння так досі й не було оприлюднено, але вона була і є очевидною - підпал. У про безпеку храмі дбали. Як уже говорилося, того дня тут відбувалися церковні збори. Як стверджує паламар, коли виходили, то вимкнули рубильник, це підтвердив і священик. У самій церкві свічки за звичаєм тримали у руках кілька людей тільки під час богослужінь, а у притворі при вході стояли свічники з піском, куди люди ставили свічки. Коли виходили з церкви, ці свічки теж загасили. Вогонь поширився по усій церкві за лічені секунди, і горіло всюди рівномірно - як у вівтарі, так і у притворі, на фото це чітко видно, це свідчить про те, що точка загоряння була не одна.
Вже після обіду того ж дня у будинку культури відбулися збори села, де було одноголосно вирішено будувати новий храм такого ж архітектурного плану, але вже з цегли. Зранку 12 червня люди зійшлися, щоб прибрати згарище. На тому місці знаходили багато обгорілих та розплавлених церковних речей, але справжнім дивом виявилось те, що на місці престолу лише трохи пошкодженою знайшли дароносицю з нетлінними Дарами. Рештки згорілої церкви вивезли на цвинтар і там, як і належить чинити з попелом святих речей, з молитвою захоронили. Наступного ж дня взялися до облаштування тимчасової церкви. Ротонду-купіль обшили стінами та зробили прибудову перед дзвіницею для більшої площі приміщення. Для цього використали матеріали, які використовувались для ремонту згорілого храму а також докуплені жертводавцями. Одразу ж відгукнулися і жертводавці, які забезпечили церкву всім необхідним начинням.

Після такої трагедії для села в соцмережах почали активно поширюватися різні вірші та звернення.

"Темну ніч, страшну у своїй безмовності, освітлюють відблиски великої пожежі... Горить церква... горить прихисток для душ стількох поколінь... Вже впали куполи - ті, що дзвеніли своєю позолотою під вранішнім сонцем і ловили останнє проміння перед заходом... Їй було вісімдесят... Достатньо для людини, але надто мало для Вічності... Церква - корабель терпіння й співчуття. Вона вмістила в собі немочі, незгоди, вона терпіла чвари й наклепи... Але й терпіння має межу! І ось вона - межа! Вся наша гордість і пиха, безкінечні сварки і поділення, гонитва за грошима і матеріальною розкішшю, сперечання хто кращий, а хто гірший... Всі наші мільйони вмістилися в... купі попелу, уламків і сплавленої гордині. От яка ціна тому, що вважалося найвищим. Руїни храму- цвинтар вигорілих душ, обпечених суєтністю. Це була жертва... це було всепалення на викуплення дорогоцінних всесвітів..., найдорожчих для Бога. 
А яскраве полум`я згорілої церкви - відчадушний факел, спроба хоч на мить освітити темноту наших душ!.. Можливо, хоч цей вогонь зробить зрячими духовних сліпців, згуртує в єдино Червоне море пристрастей і бур, навчить зрозуміти Істину і покаже справжнє обличчя тіней...
Хай на руїнах, зрошений покаянними сльозами, проросте новий пагін, виплеканий любов`ю й розумінням...", - такі слова писала на своїй сторінці у соцмережі Анна Мотика.
Також розпочався збір коштів на будівництво нового храму.
- Файл:Тимчасова церква.jpg

## Подвір`я
З заходу від місця, де стояв храм, стоїть триярусна дзвіниця, оббита дерев'яним фальшбрусом та покрита золотистою та зеленою бляхою. Дзвони теж мають свою нелегку історію, адже їх змушені були закопати в землю, ховаючи від совітів. Один дзвін так досі й не знайшли. Зараз на дзвіниці є 4 дзвона, найбільший з яких розколотий. З півдня від дзвіниці у 2013 році з нагоди 1025-ліття хрещення Русі за кошти жертводавця Василя Стефурака побудували ротонду-купіль, де здійснюється освячення води та літні богослужіння. Після пожежі ротонду переобладнали у тимчасову церкву, обшивши її стінами та зробивши прибудову перед дзвіницею для більшої площі приміщення. Ще південніше стоять пам'ятні хрести на честь освячення церкви, 1000-ліття хрещення Русі та на честь звільнення від кріпацтва. По східному краю церковного подвір'я стоять пам'ятні хрести настоятелям храму: о. Петру-Богдану Соловію, о. Павлу Тауцькому, митр. прот. Григорію Токарику. Вхідна брама розташована з південної сторони церковного подвір'я. З східного боку при дорозі — мурована капличка на честь 2000-ліття Різдва Христового та символічна могила борцям за волю України.

## Відновлення в селі громади УГКЦ та церква Преображення УГКЦ

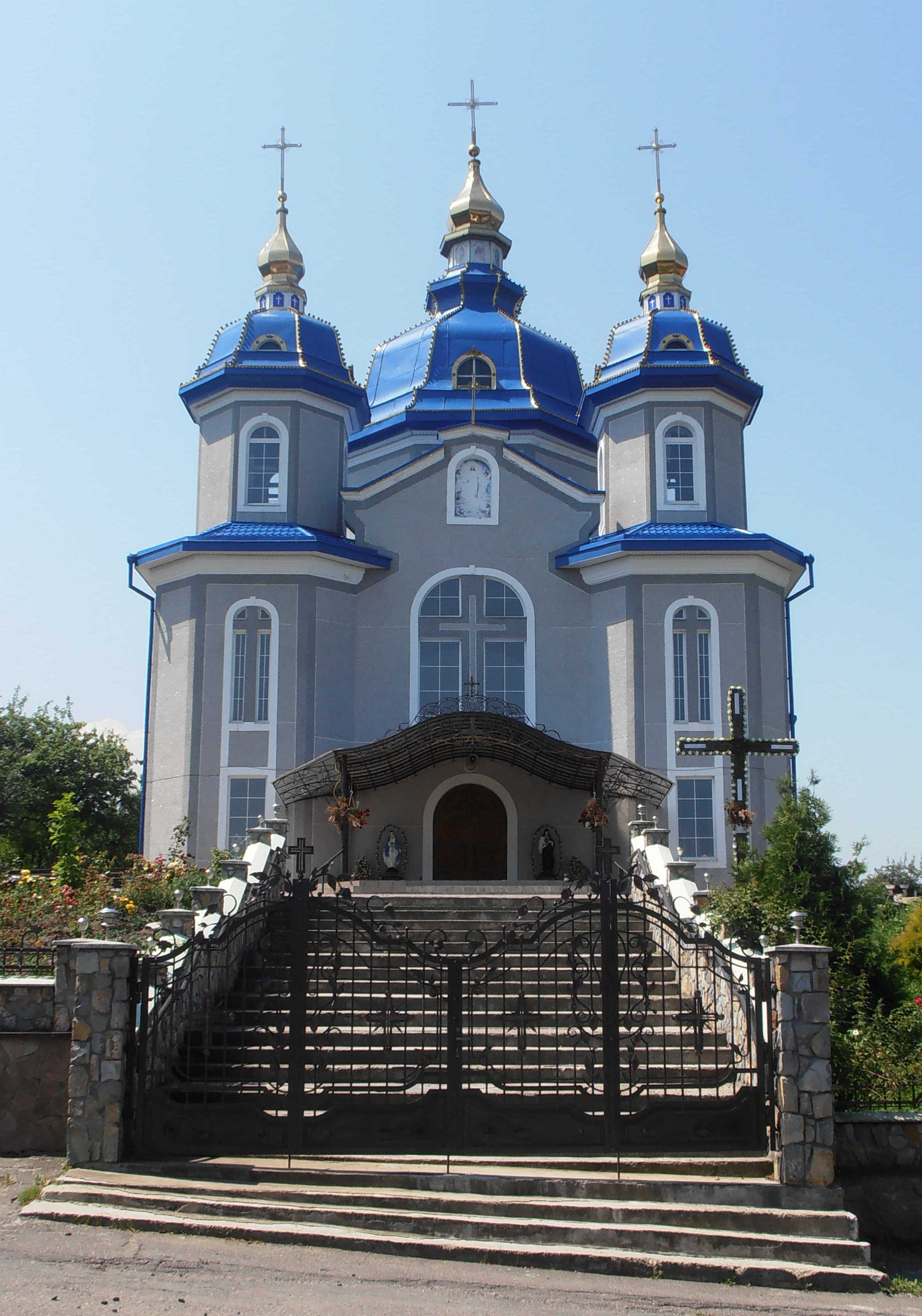
УГКЦ Преображення Господнього

До 90-х років ХХ ст. історія релігійного життя новичан була спільною, і хоч в селі раніше і були дві греко-католицькі церкви (горішня й долішня), вони були наче одним цілим. У 1917 р. від обстрілу російської артилерії обидві церкви згоріли. Тоді люди збирались на богослужіння разом у тимчасовій церкві-бараці, а у 1928 р. було збудовано церкву-каплицю Собору Пресвятої Богородиці. 1936 році розпочали будівництво великого храму, якого освятили вже у 1938 р. 1946 р. під тиском радянської окупаційної влади громада змушена була перейти під патронат Російської Церкви. На початку 90-х років ХХ ст., коли Україна здобувала свою незалежність, віряни були свідомі того, що і в релігійному плані вони мають бути незалежними. Проте думки щодо цієї незалежності розійшлися. Одні вірили, що в скорому часі Православні в Україні здобудуть Автокефалію, інші ж вважали, що потрібно перейти до УГКЦ, тому що діячі цієї Церкви зробили значний внесок в те, щоб Україна була незалежною. Не дійшовши згоди щодо цього питання, у громаді стався розкол - мабуть найстрашніше явище для села.
У вересні 1990 року в Новиці у церкві-каплиці Собору Пресвятої Богородиці першу Службу Божу з громадою УГКЦ відправив о. Микола Сімкайло (1952-2013). 1991 р. в Хрестопоклонну неділю на місці колишнього цвинтаря та згорілої церкви закладено хрест і була відслужена перша Свята Літургія просто неба. Її відслужив декан Калуський о. Михаїл Бігун. Відтоді 10 років громада УГКЦ разом із священиками о. Михаїлом Бігуном, о. Михайлом Матійцевим, о. Михайлом Чернегою, о. Юрієм Кузем, о. Ігорем Касіяном, о. Михайлом Данильцем, дяком Іваном Сусликом молилися просто неба.
У 2001 році силами громади поставлено тимчасову церкву, а згодом — Єпископом Івано-Франківським Софроном Мудрим (1923-2014) закладено перший камінь і розпочато будівництво нового храму. Початком будівництва опікувався о. Ігор Касіян і завершив о. Ігор Іванців. Храм споруджували за рахунок пожертв парафіян, їх сусідів та особливих жертводавців. До 2008 року храм вже був готовим до освячення, яке відбулось 19 серпня. Це велике і радісне свято розділив з парафіянами Владика Володимир Війтишин, численне духовенство та гості з навколишніх сіл.
Хрестовидний трьохкупольний храм розташований на під'їзді на "Гору" - горішньої частини села. Сині куполи храму гарно гармонізували з золотими куполами дерев'яного храму, який був розташований всього на 300 метрів вище, що, якщо дивитись з в'їзду в село, ніби утворювало церковний комплекс.
Під час пожежі православного храму прихожани греко-католицької церкви співпереживали православним односельчанам, втрата колись спільної святині боляче була сприйнята всіма. На зборах села, які відбулись після пожежі у будинку культури, греко-католицька громада заявила, що допоможе православній громаді не лише коштами, але й готова надати храм для православних, поки ті не збудують новий. Наступного дня після пожежі багато греко-католиків допомагали у прибиранні згарища. В подальшому, багато греко-католиків та громада загалом приносили свої пожертви для православного храму.

## Фотогалерея

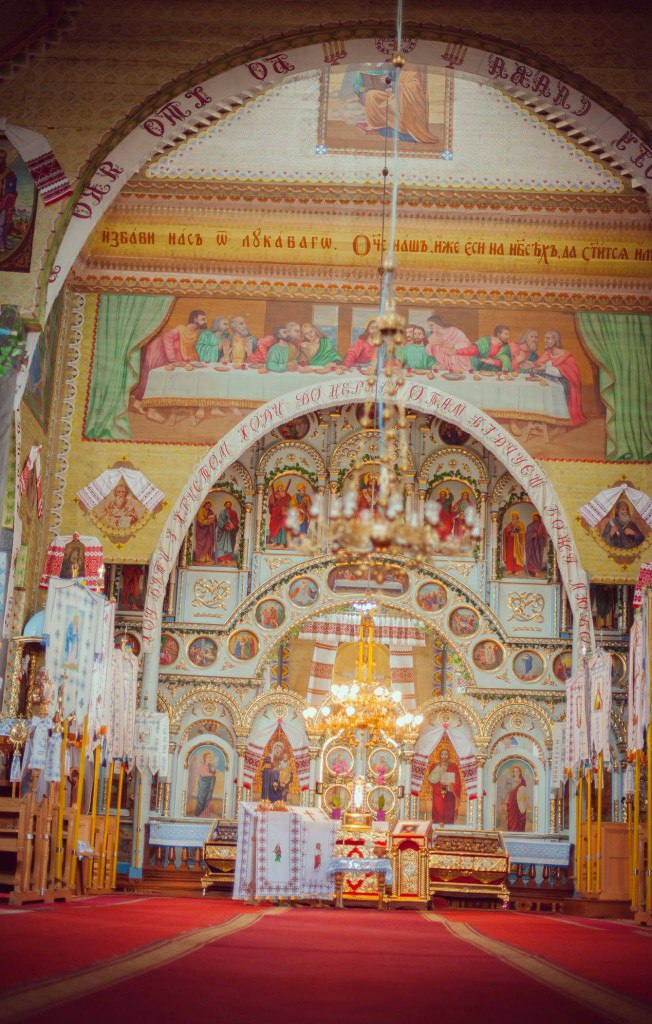
Інтер`єр найбільшого дерев`яного храму західної України до ремонту 2016 року.
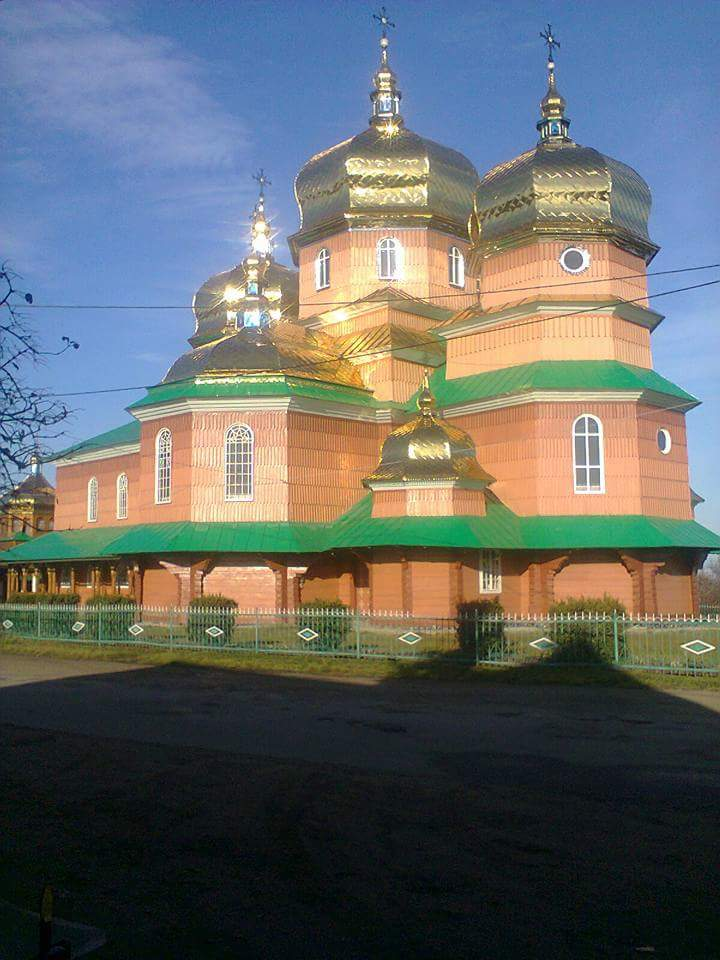
Краса Преображенського храму
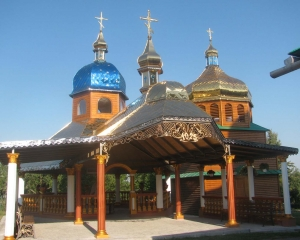
Ротонда-купіль
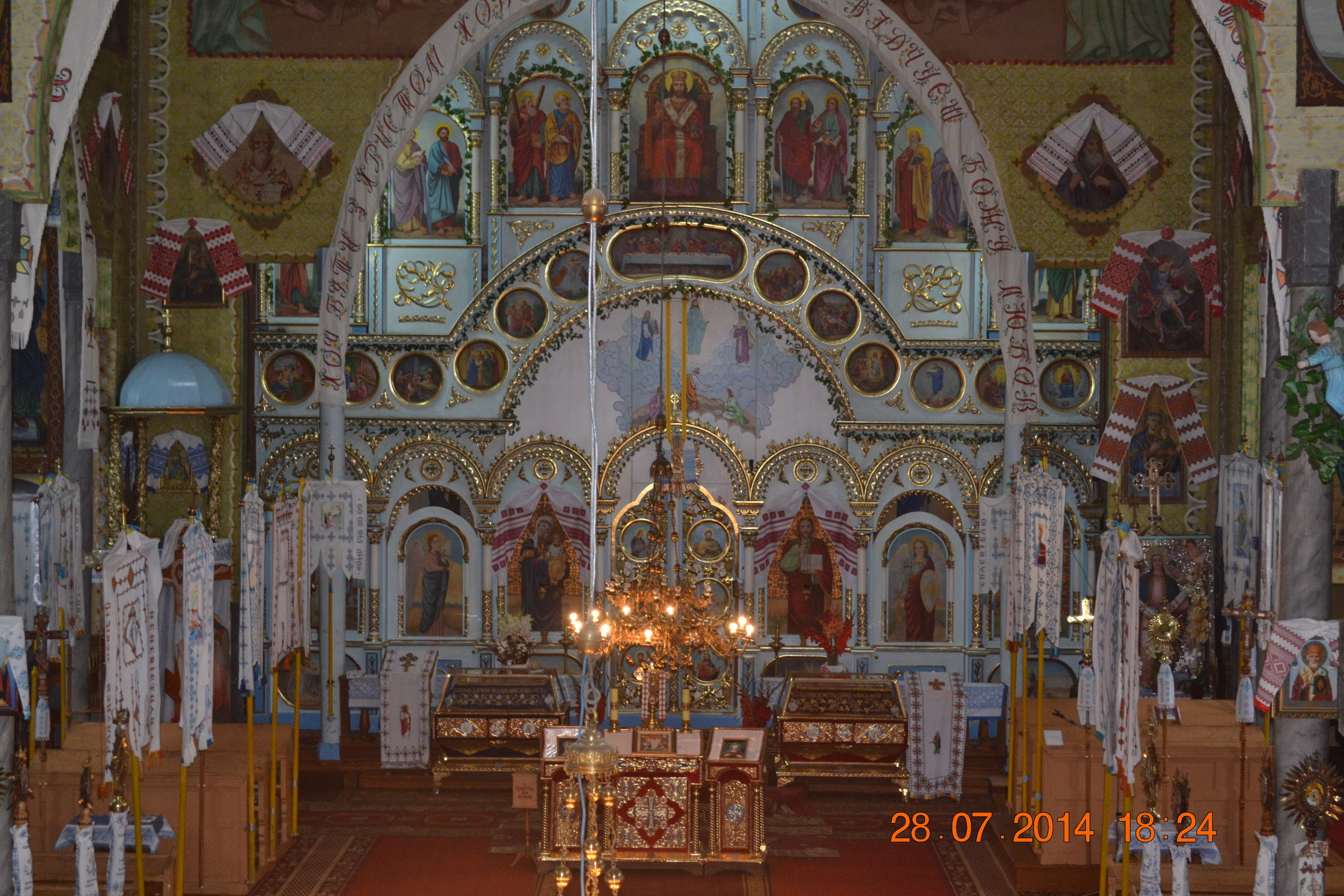
Інтер`єр Преображенського храму до ремонту у 2016 році
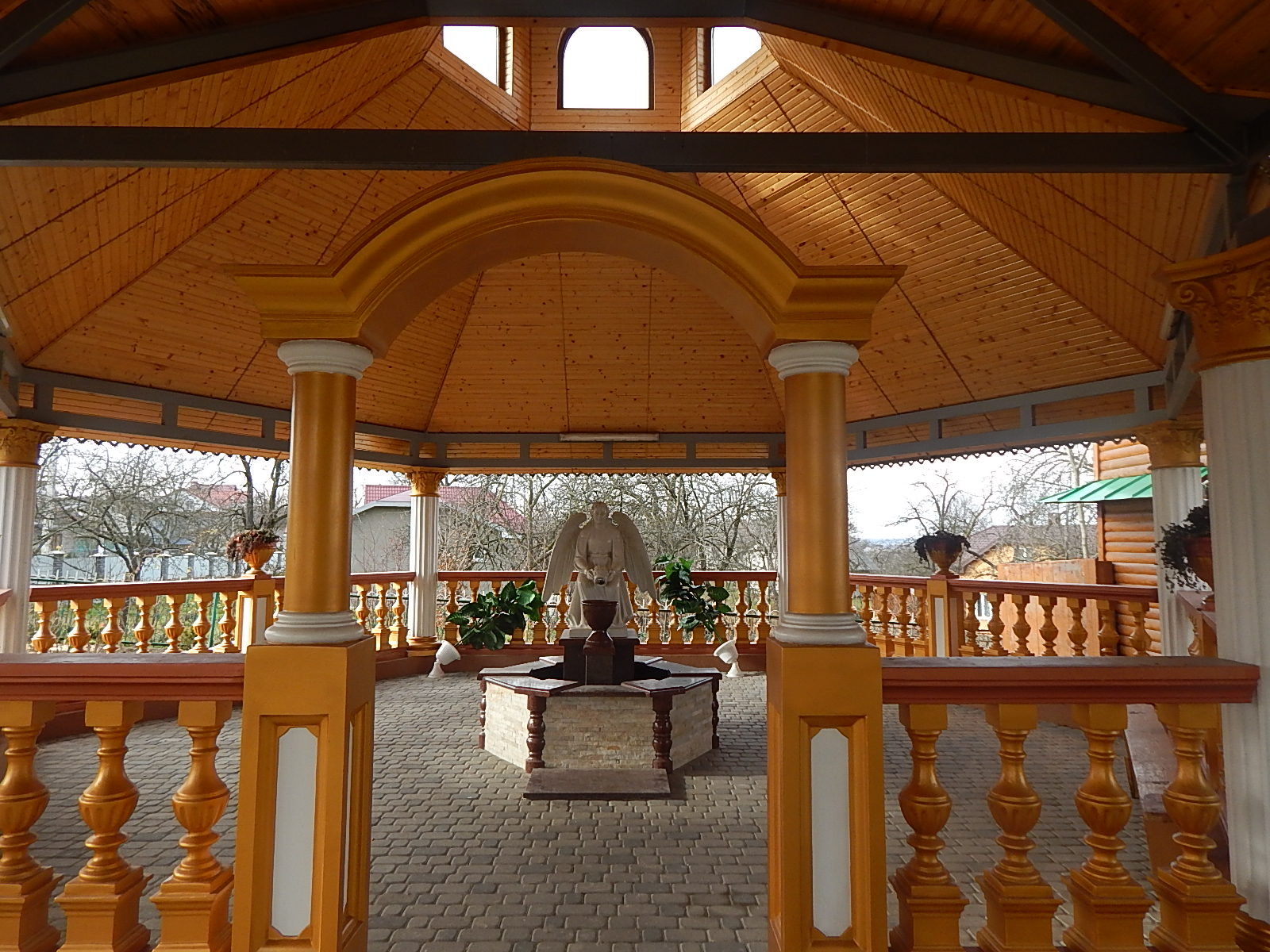
Інтер`єр ротонди-купелі
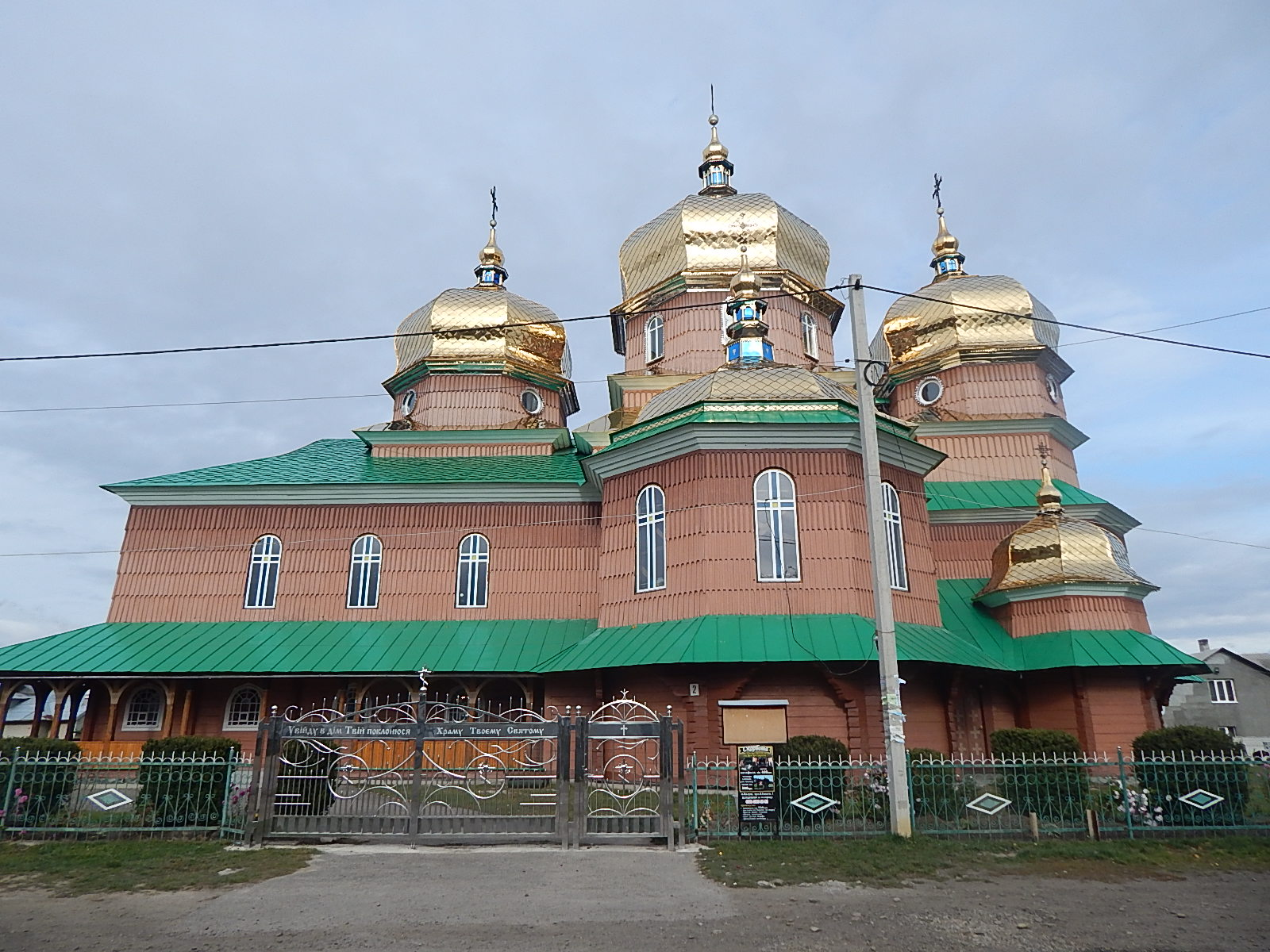
Храм з південного боку
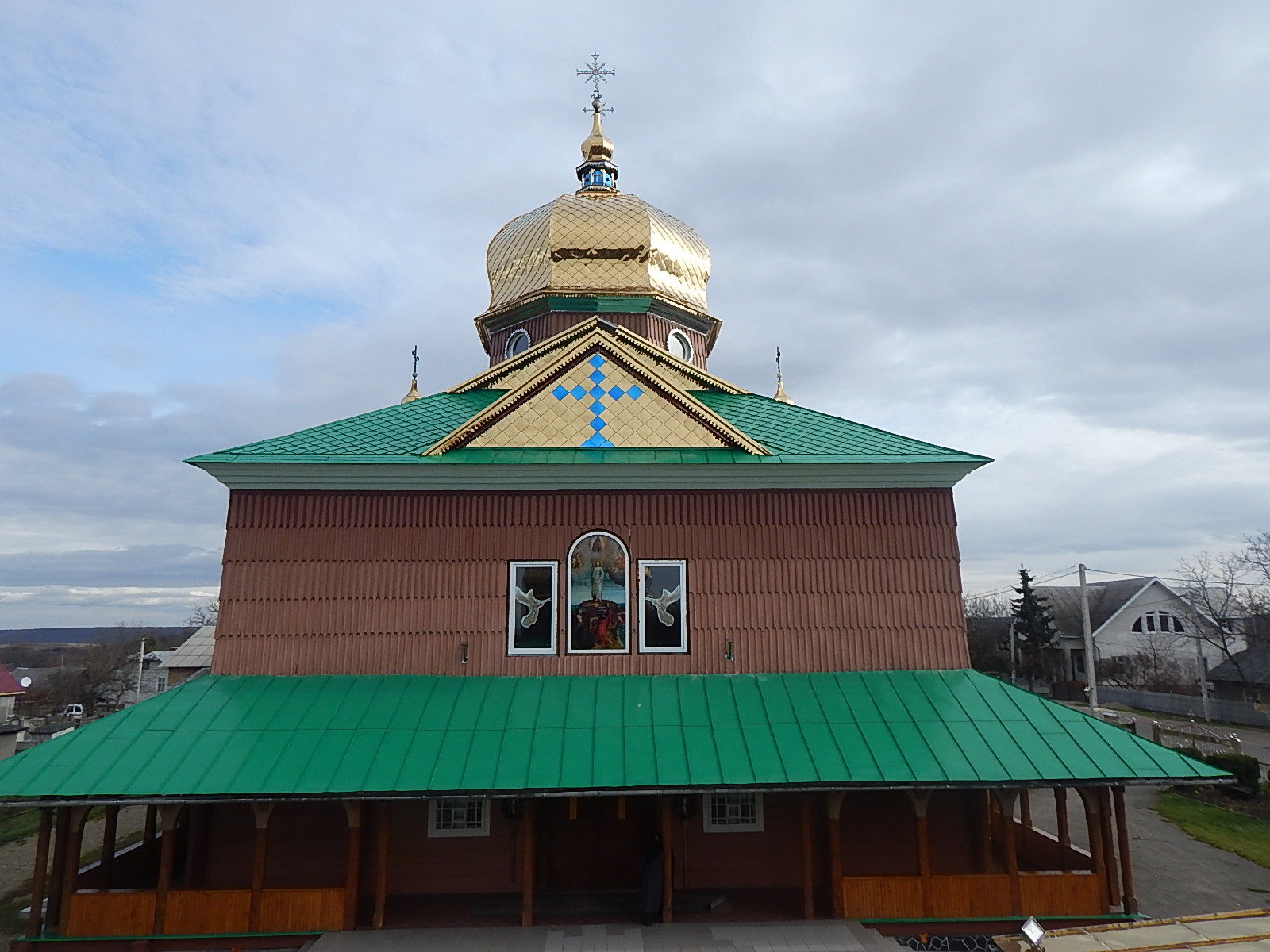
Преображенський храм, вигляд із заходу
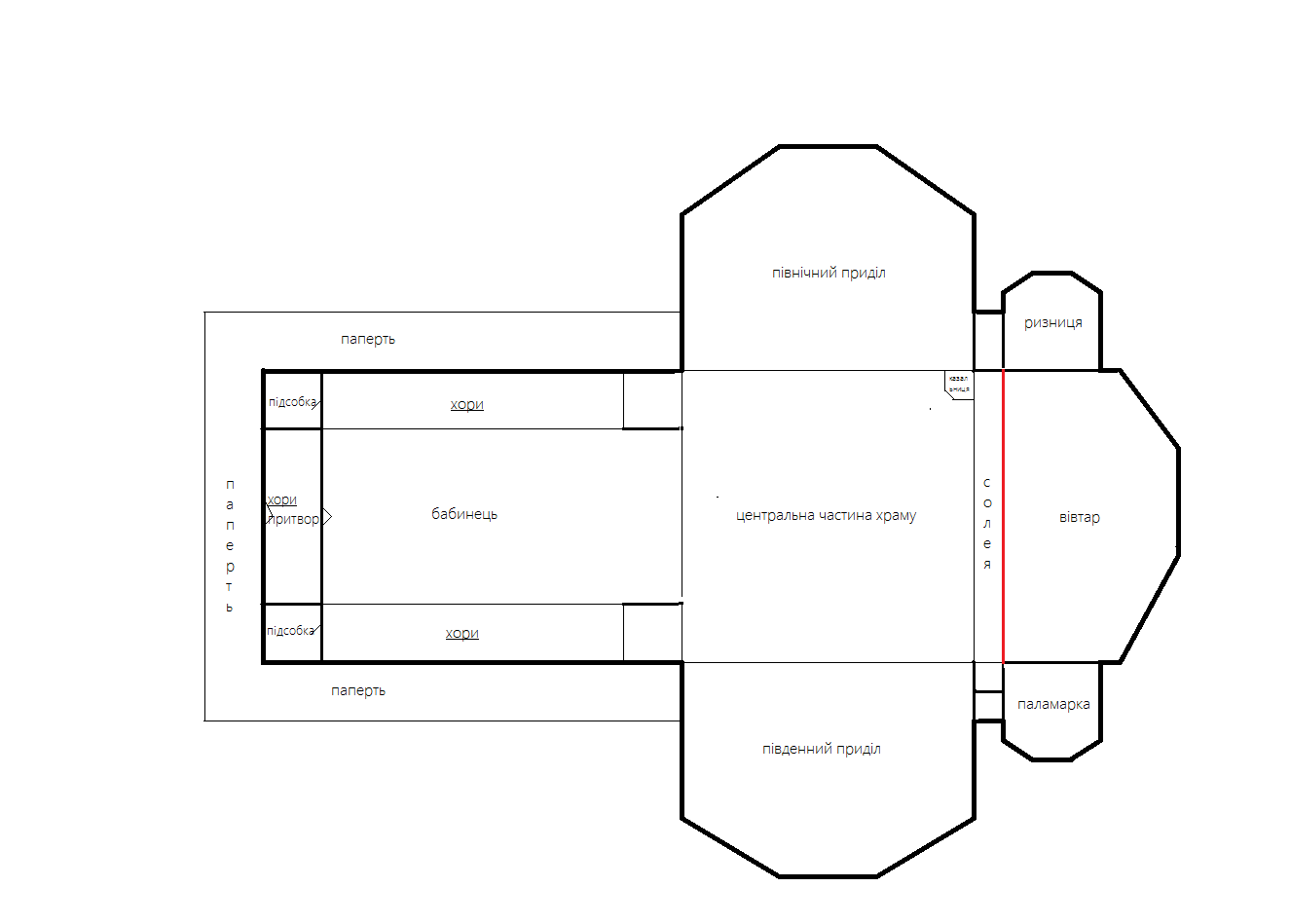
Проект Спасо-Преображенського храму
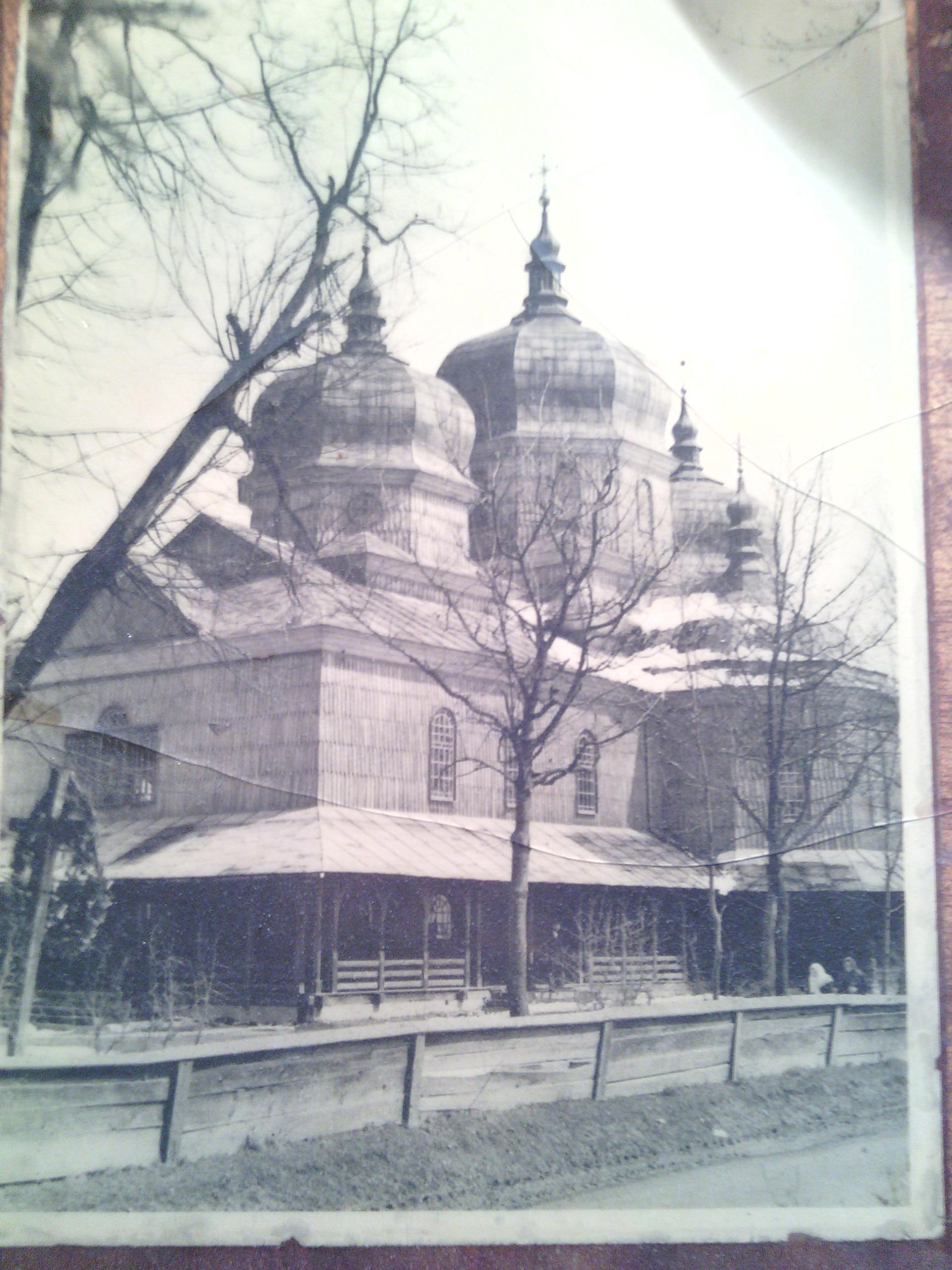
Храм Преображення Господнього, фото середини XX ст.
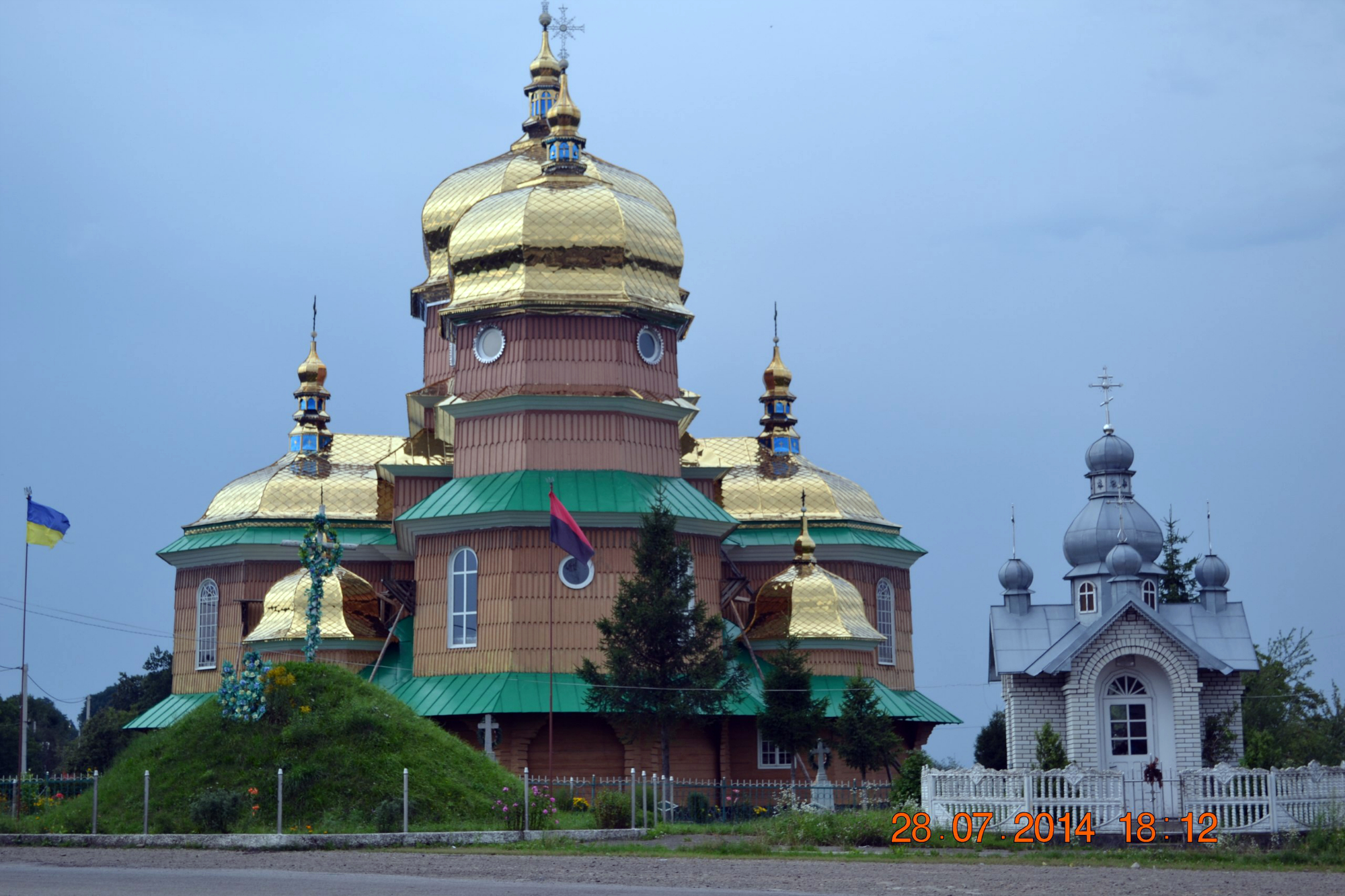
Преображенський храм, вигляд зі сходу
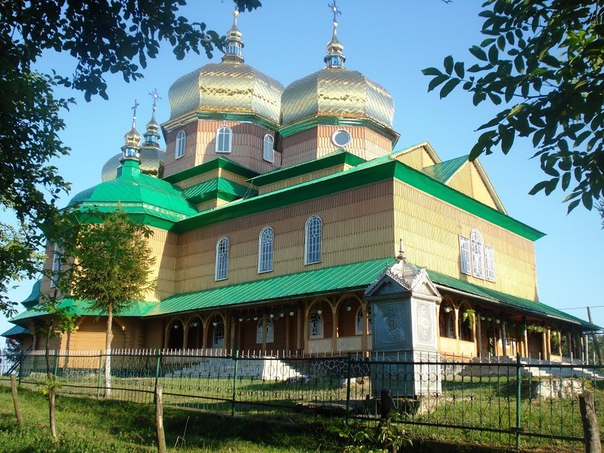
Спасо-Преображенський храм с. Новиця
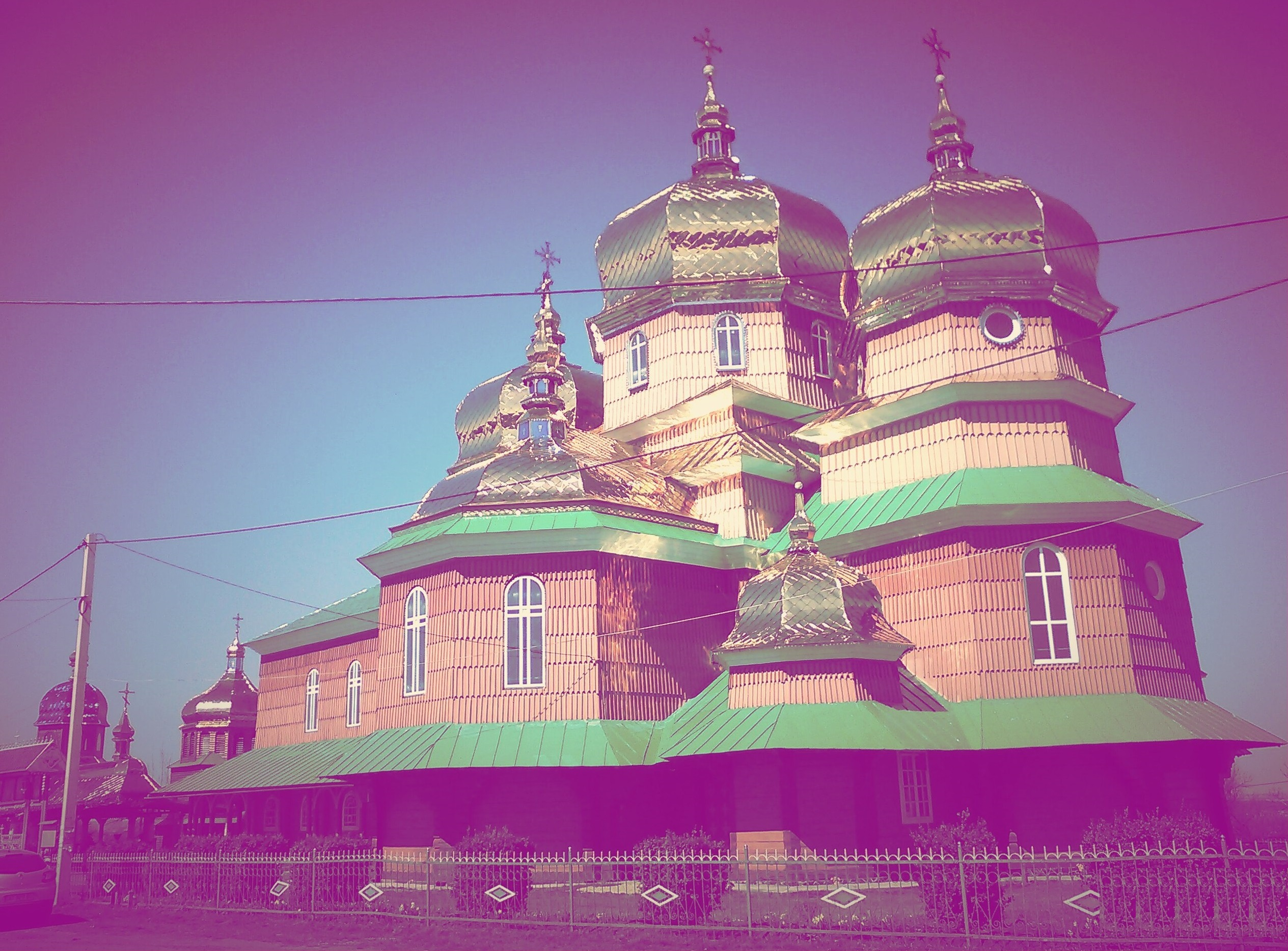
Золотоверхий храм у Новиці
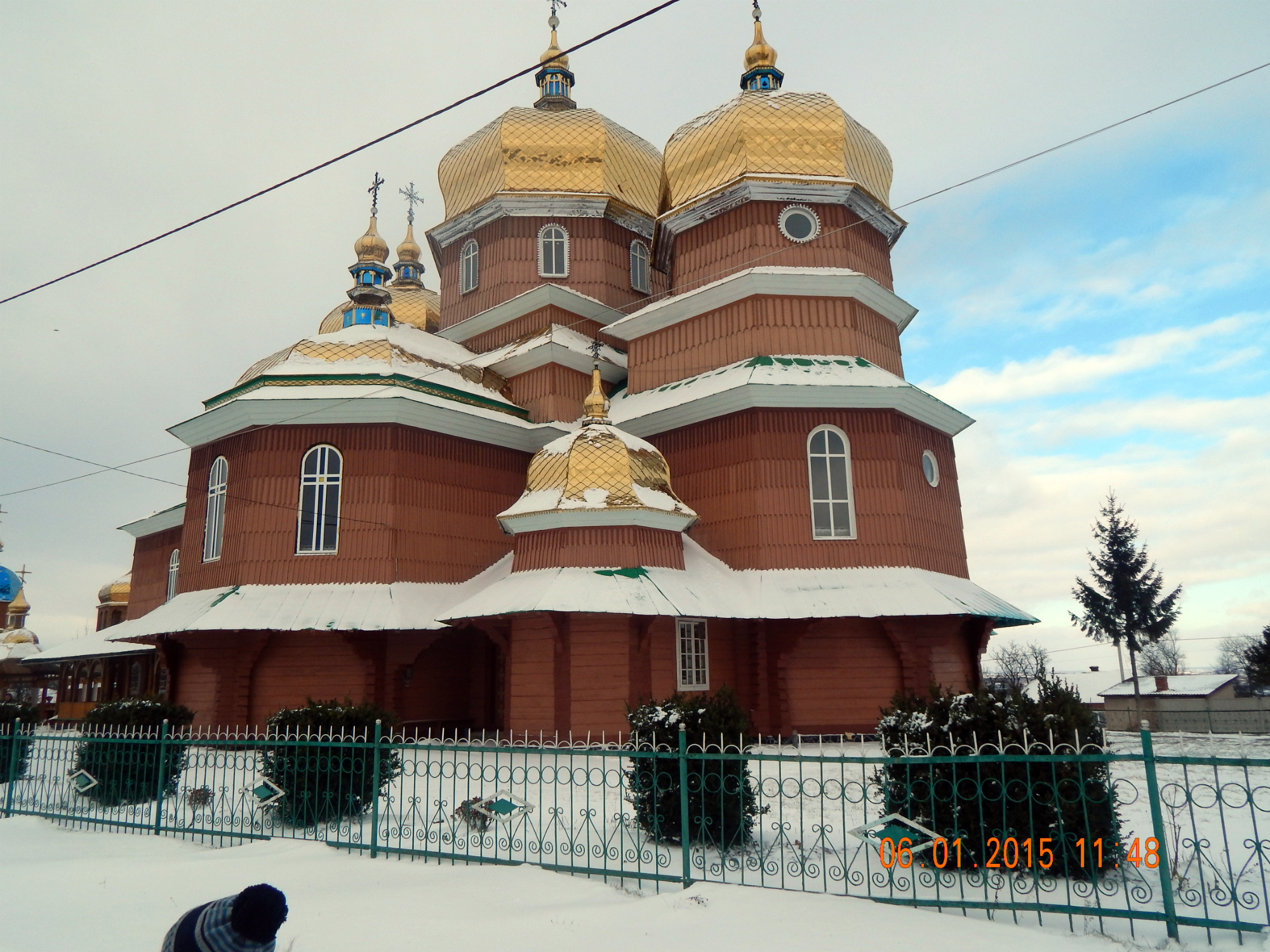
І взимку і влітку наш храм цвів як квітка
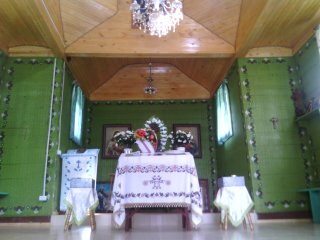
Інтер`єр церкви-каплиці Собору Пресвятої Богородиці
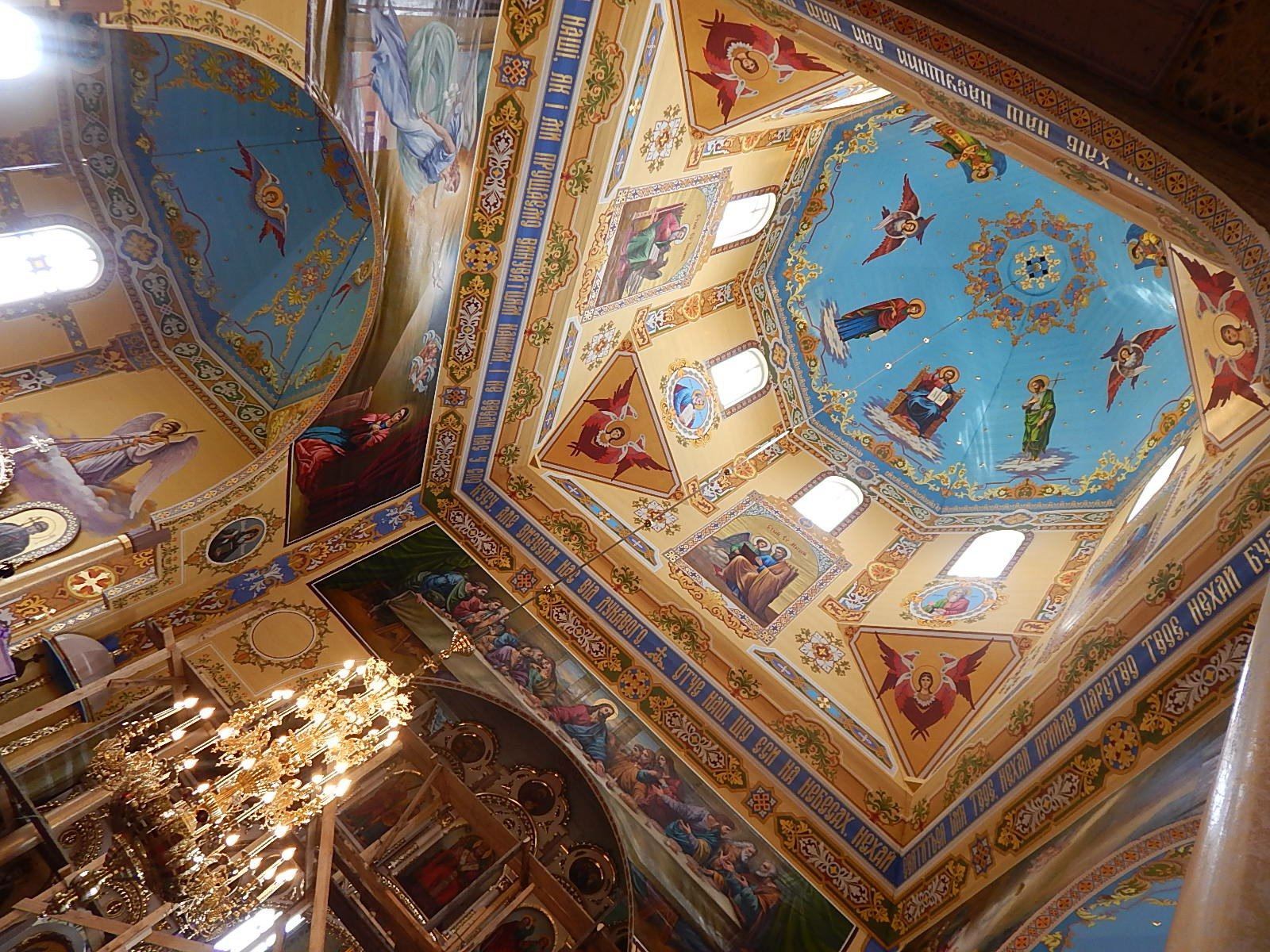
Розписи центральної нави храму
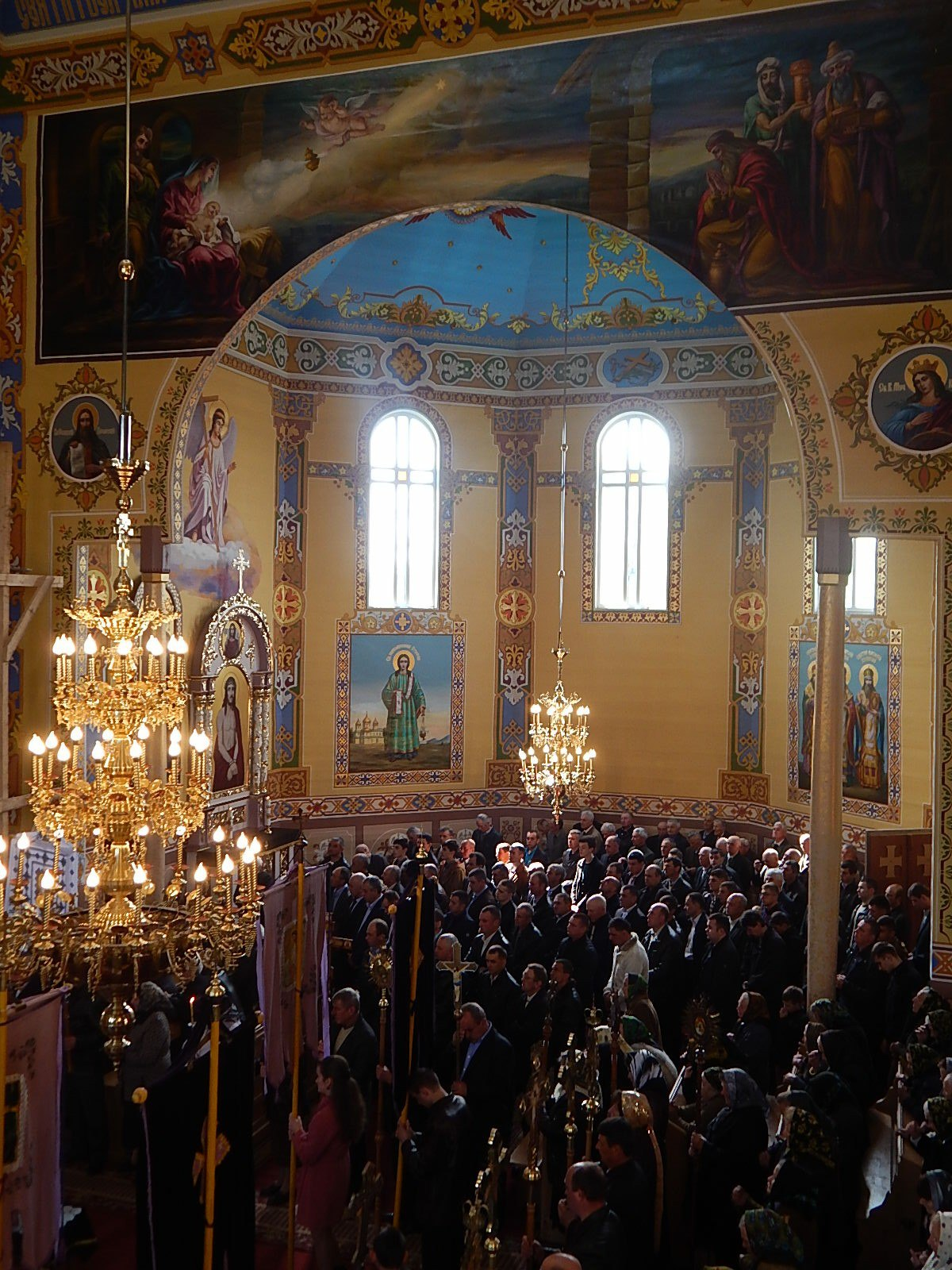
На Службі Божій, як завжди - людно:)